# For My Pain...
I For My Pain... sono una band gothic metal, proveniente da Oulu, Finlandia. Sono considerati un supergruppo in quanto costituiti da elementi provenienti da band differenti come Nightwish, Eternal Tears of Sorrow, Charon, Embraze e Reflexion (alcuni membri sono ex-Kalmah).
È componente della band anche Tuomas Holopainen, tastierista dei più famosi Nightwish, band di punta del metal finlandese. La loro proposta musicale è molto vicina al filone di band come gli HIM, facente uso, nel caso dei "For My Pain...", di chitarre molto presenti, atmosfere di tastiera cupe e malinconiche, vocals profondi e melodiosi.

## Storia
L'idea di creare la band For My Pain... venne durante l'autunno del 1999, quando Altti Veteläinen (Eternal Tears of Sorrow) e Petri Sankala (Eternal Tears of Sorrow) progettarono di fondare un nuovo gruppo gothic. Pensarono allora a chi potesse essere adatto alla nuova band e decisero di chiamare i loro vecchio amico Tuomas Holopainen (Nightwish) e Lauri Tuohimaa (Embraze/Maple Cross). Entrambi furono interessati ma anche molto impegnati con le rispettive band per intraprendere il nuovo progetto, che fu così rimandato.
Un paio di anni dopo i due membri fondatori ci riprovarono e i tempi si rivelarono maturi dato che gli Eternal Tears of Sorrow si stavano sciogliendo e i Nightwish progettavano di prendere una pausa per consentire gli studi della cantante Tarja Turunen in Germania. Per coprire i ruoli di chitarrista e cantante furono scelti Olli-Pekka Törrö (ex-Eternal Tears of Sorrow) e Juha Kylmänen dai Reflexion.
Il gruppo appena formato si mise subito al lavoro per produrre il materiale necessario alla pubblicazione del primo album e nella primavera del 2001 andarono a registrarlo. "Fallen" è stato registrato nello studio di registrazione Tico-Tico, uno dei più famosi nell'ambiente metal finlandese.

## Formazione
- Juha Kylmänen - voce (Reflexion)
- Lauri Tuohimaa - chitarra (Charon, Embraze)
- Olli-Pekka Törrö - chitarra (Eternal Tears of Sorrow)
- Altti Veteläinen - basso (Eternal Tears of Sorrow)
- Tuomas Holopainen - tastiera (Nightwish)
- Petri Sankala - batteria (Eternal Tears of Sorrow)

## Discografia

### Album in studio
- 2003 - Fallen

### Singoli
- 2004 - Killing Romance (solo in Finlandia)
- 2024 - Recoil into Darkness